# Gubernium morawsko-śląskie
Gubernium morawsko-śląskie (cz. Moravskoslezské gubernium) – dawna jednostka administracyjna (gubernium) funkcjonująca w Monarchii Habsburgów (a następnie w Cesarstwie Austrii) ze stolicą w Brnie w latach 1783–1849.
Powstała w ramach szeroko zakrojonych reform cesarza Józefa II Habsburga z połączenia Moraw i tej części Śląska, która pozostała w granicach państwa Habsburgów po wojnach śląskich (tzw. Śląsk Austriacki). Gubernium podzielono na 8 obwodów (odpowiedników cyrkułów w Galicji). Gubernium przetrwało do Wiosny Ludów, które skutkowały w Cesarstwie Austrii licznymi zmianami, również administracyjnymi, między innymi ponownym usamodzielnieniem się Śląska Austriackiego a zarazem likwidacją gubernium morawsko-śląskiego.

## Lista gubernatorów[1]
- Ludvík Cavriani (1783–1787)
- Alois Ugarte (starszy) (1787–1802)
- Josef Karel z Ditrichštejna (1802–1804)
- Josef Wallis (1805)
- Prokop Lažanský z Bukové (1805–1813)
- Hynek Karel Chorynský (1813–1815, jako nadworny komisarz)
- Antonín Bedřich Mitrovský z Nemyšle (1815–1827)
- Karel Inzaghi (1827–1834)
- Alois Ugarte (młodszy) (1834–1845)
- Rudolf Stadion (1845–1847)
- Leopold Lažanský (1847–1849, jako wiceprezydent)